# Trier

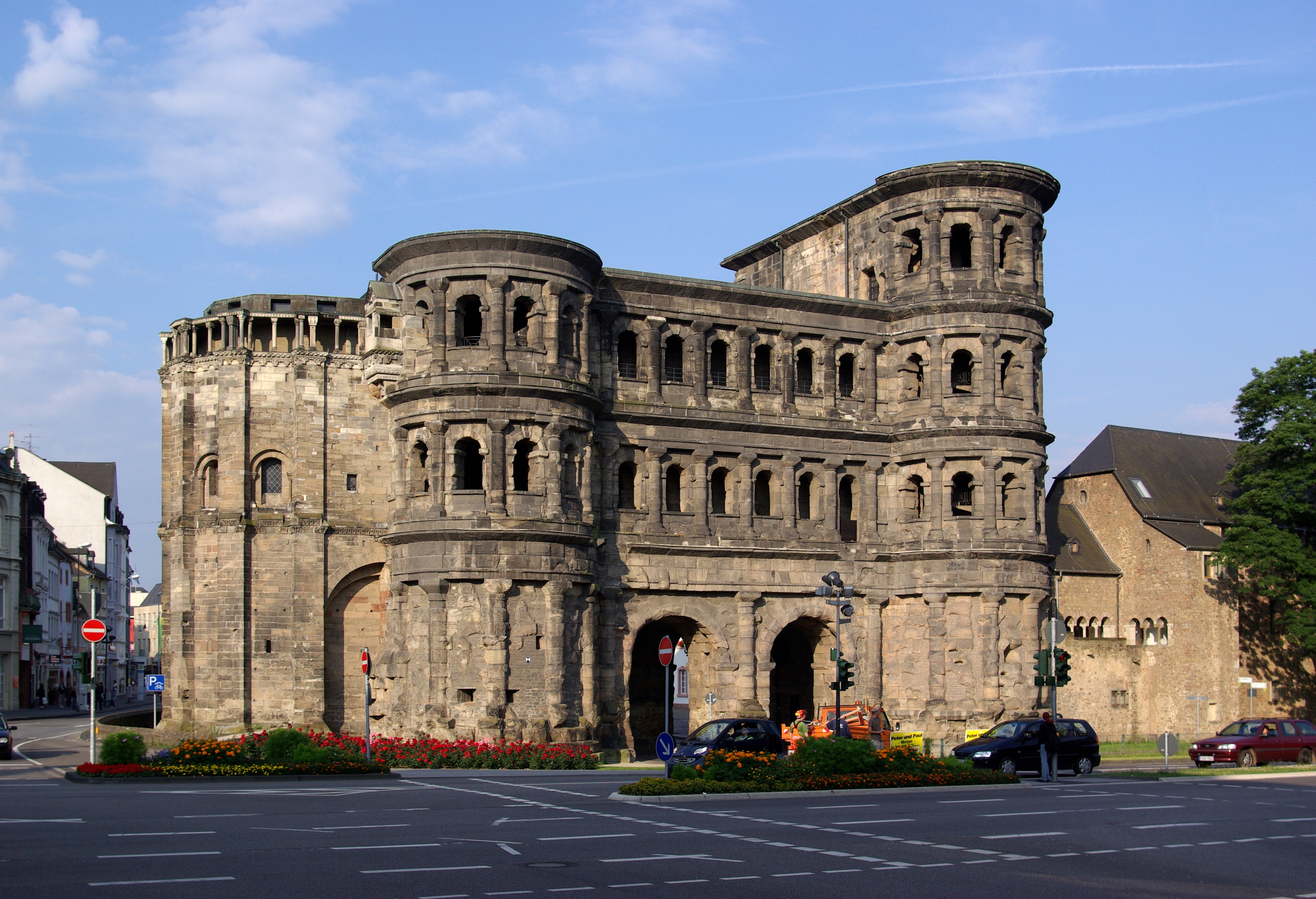
Porta Nigra (monument roman)

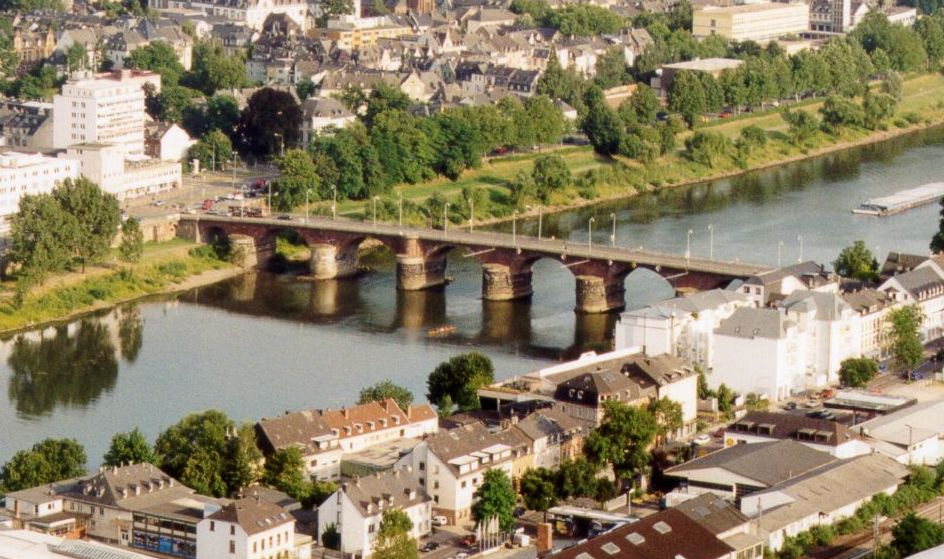
Podul roman din Trier

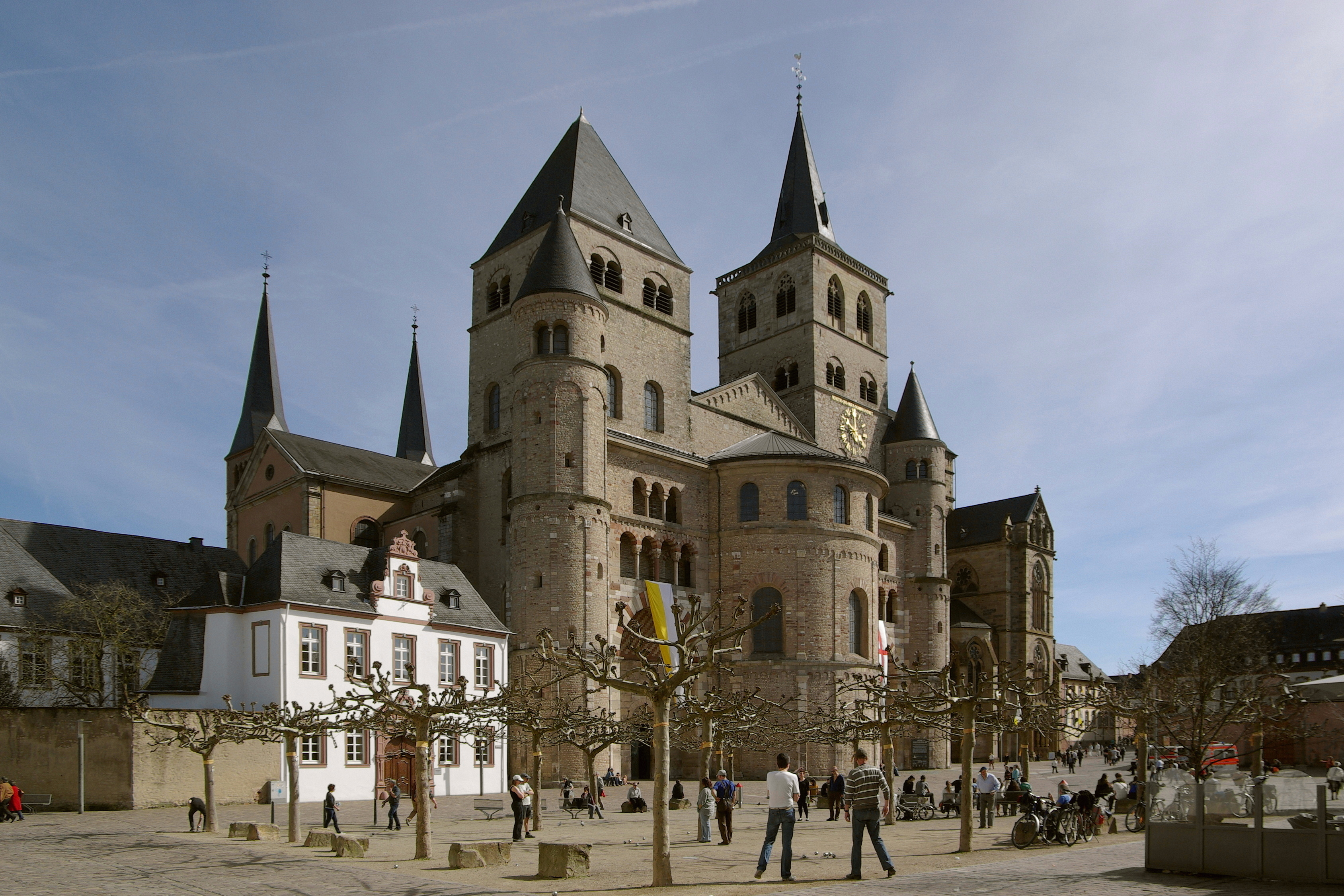
Catedrala "Sfântul Petru" din Trier

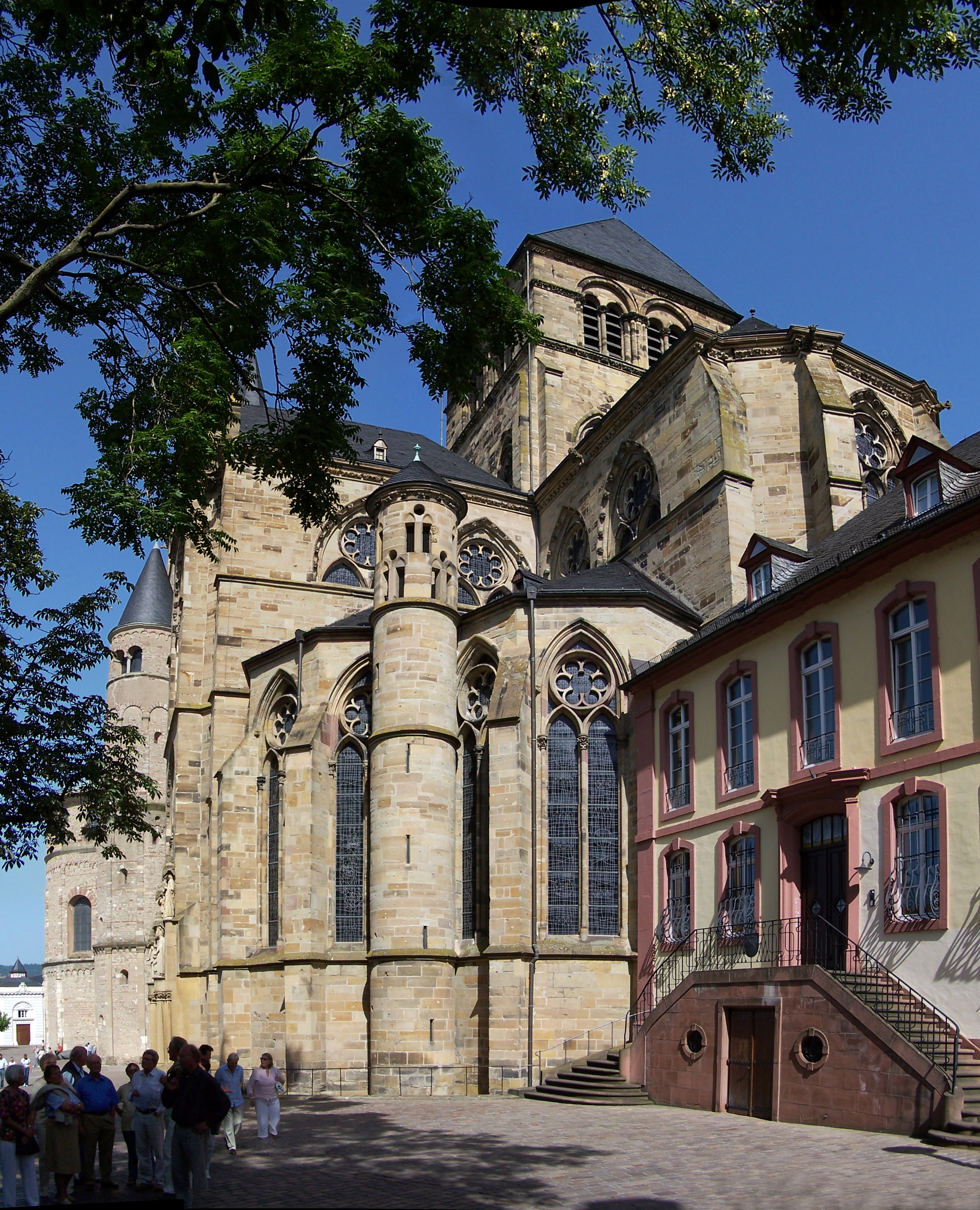
Biserica "Maica Domnului" (Liebfrauenkirche)

Trierⓘ (în franceză: Trèves) este un oraș din vestul Germaniei, landul Renania-Palatinat, situat pe cursul râului Mosela. Trier are statut administrativ de district urban, adică este un oraș-district (în germană: kreisfreie Stadt). Este considerat a fi cel mai vechi oraș de pe teritoriul german actual, în prezent având o populație de 98.000 locuitori.

## Repere istorice
Orașul a fost fondat în epoca romană în anul 16 î.Hr., sub numele de Augusta Treverorum. Este considerat ca fiind cel mai vechi oraș al Germaniei. Capitală a provinciei romane Belgica, Trierul a constituit o foarte importantă citadelă defensivă contra atacurilor barbare. Începând din secolul al II-lea, devine un mare oraș comercial și apoi una dintre capitalele regimului Tetrarhiei romane, astfel că la sfârșitul secolului al III-lea era calificat ca fiind „a doua Romă”. În catedrala din Trier se află o relicvă considerată a fi tunica purtată de Isus din Nazaret.
Unele monumente romane (Porta Nigra, amfiteatrul, Bazilica lui Constantin, termele Barbarei, podul roman, termele imperiale și Mausoleul de la Igel), împreună cu Biserica "Maica Domnului" și Catedrala "Sf. Petru" au fost înscrise în anul 1986 pe lista patrimoniului cultural mondial UNESCO.

## Muzee
- Rheinisches Landesmuseum Trier (Muzeul arheologic al Renaniei)
- Stadtmuseum Simeonstift Trier (Muzeul municipal al așezământului lui Simeon de Trier)
- Bischöfliches Dom und Diözesanmuseum Trier (Muzeul diecezan)
- Karl-Marx-Haus (Casa natală a lui Karl Marx)
- Ecomuzeul Roscheider Hof
- Muzeul jucăriilor

## Personalități
- Atanasie cel Mare, refugiat aici între 335-337, în timp ce Alexandria a fost ocupată de arieni
- Sfântul Ambrozie (n. circa 340 - 397), doctor al Bisericii.
- Sfântul Ieronim se pare că a avut reședința aici, câtva timp, între anii 367 și 372, pentru a copia cărți.
- Karl von Trier (1265-1324), mare maestru al Ordinului Teutonic.
- Karl Marx (1818-1883), filosof, economist și publicist.